# Gôtovany
Gôtovany (původně Guothovany, maďarsky Guotfalu) jsou malá obec na Slovensku v okrese Liptovský Mikuláš.

## Dějiny
Obec je poprvé připomínána v roce 1358 jako Ipochfalva. V pozdějších zdrojích se její název pravidelně měnil; v roce 1445 se objevuje jako Lewstachhaza, 1773 jako Guotowany, od roku 1920 má současný název. Vyvíjela se jako zemanská obec a patřila rodině Guothů. V roce 1784 měla 13 domů a 87 obyvatel, v roce 1828 13 domů a 98 obyvatel. Místní obyvatelé pracovali především v zemědělství, později (po vzniku ČSR) se věnovali i stavebnictví, hornictví a pracovali průmyslových závodech v okolí.
Od roku 1924 je součástí obce i bývalá obec Fiačice, doložená v roce 1267 jako terra Fyotha. Patřila zemanským rodinám, v 18. století Kubínyům. V roce 1784 měla 22 domů a 193 obyvatel, v roce 1828 již 32 domů a 254 obyvatel, kteří se věnovali zejména zemědělství.

### Externí odkazy

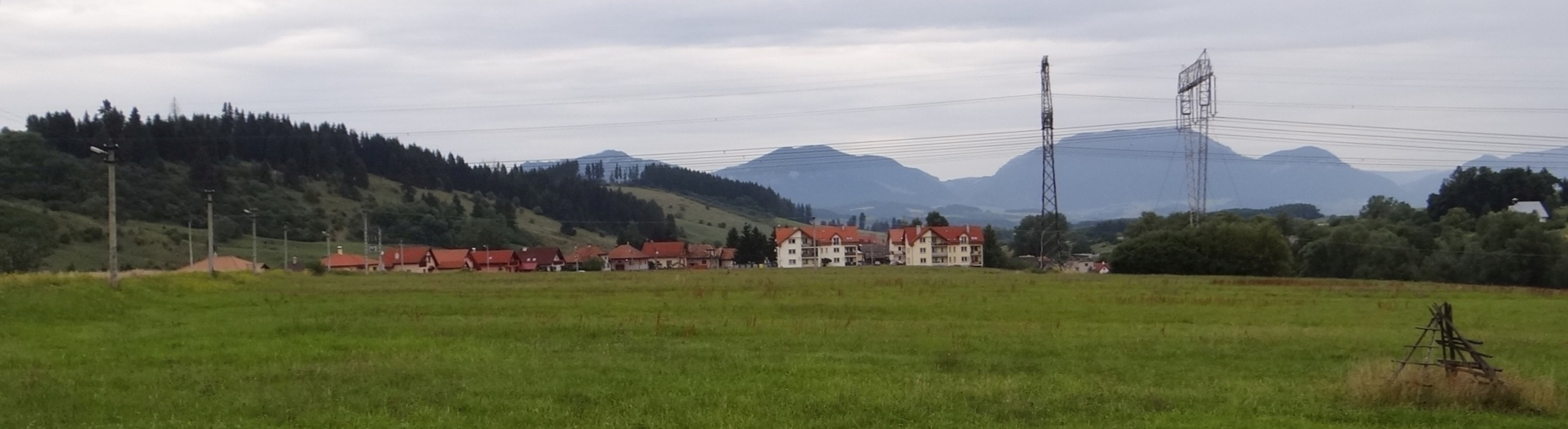
Panoráma